# Spring Valley (Illinois)
Spring Valley è un comune degli Stati Uniti d'America, situato nell'Illinois, nella contea di Bureau. Si trova lungo le sponde del fiume Illinois.